# ATLAS検出器
ATLAS検出器（A Toroidal LHC ApparatuS, "トロイド型LHC用実験装置") もしくはATLAS実験はCERN・LHC加速器の実験装置の一つであり、スイス・ジュネーブの郊外にあるCERNのメインキャンパス付近の地下約100mに設置されている。

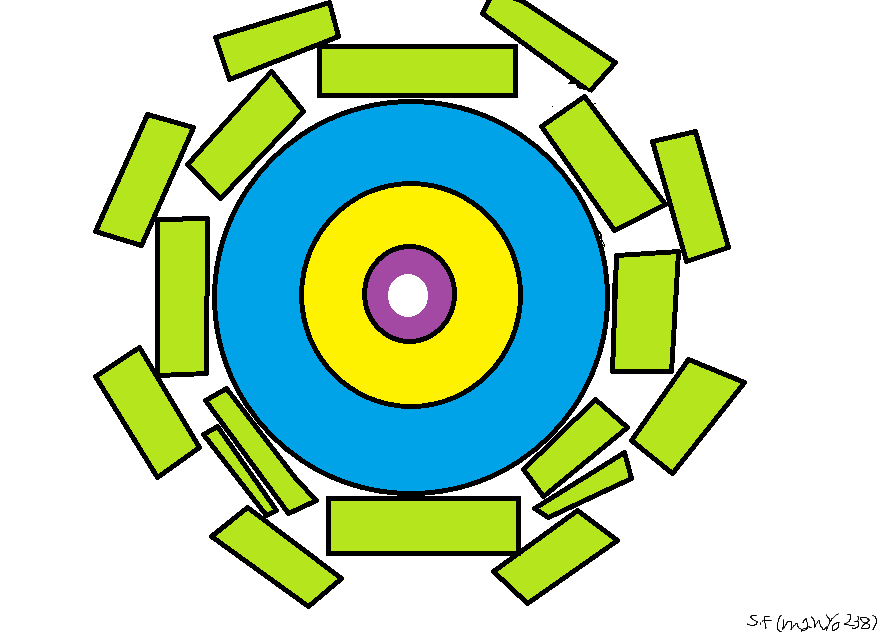
ATLAS検出器の断面模式図

## 概要
ATLAS検出器は、LHCによって6.5TeVまで加速された二本の陽子ビームを検出器の中心で衝突させ、その衝突によって発生する粒子の測定を目的とする、高さ25m、全長46m、重量7000tの大型汎用粒子検出器である。ATLAS実験 (ATLAS Collaboration) は世界から3000人以上の物理学者が参加する大型国際協力プロジェクトである。

## ATLAS実験における物理プログラム
- 標準模型の粒子の再発見と精密測定。特にLHCでは以下のプログラムに焦点が当てられている:
  1. 電弱精密測定 (Wボソン質量, ワインバーグ角など)
  2. トップクォークの精密測定 (質量, 微分断面積, スピン相関など)
  3. QCD精密測定 (alphaS, PDF抽出, di-jet correlation, jetの内部構造など)
  4. 標準模型の稀生成プロセスの探索・測定 (tt+X, tri-boson, 3-top, 4-topなど)
  5. Flavorの物理 (B中間子やD中間子の崩壊測定, エキゾチックバリオンの探索など)
- 標準模型における粒子の質量発生機構 (ヒッグス機構) から存在が予言されるヒッグス粒子の探索 (2012年にCMSとともに発見)。またその精密測定を通じたヒッグス機構の検証。
- 「新物理」(標準模型の予言から外れた現象) とそれに付随する新粒子の直接探索。以下のようなものが代表的である:
  1. 超対称性粒子探索
  2. 非標準模型ヒッグス粒子探索
  3. ダークマター探索 (mediatorなどややnon-minimalな仮定は必要)
  4. 余剰次元 (Kalza-Klein理論など) の探索
  5. それに伴うマイクロブラックホールの探索 (余剰次元の存在によって真のプランクスケールがLHCのエネルギー前後にあった場合に生成される可能性がある量子的なブラックホール。多数の標準模型粒子に直ちに崩壊して蒸発する。）

- 重イオン対衝突 (および重イオン・陽子衝突) を用いたクォーク・グルーオンプラズマの検証

## 検出器の仕組み

### 粒子検出器
全体としては直径25m・長さ46m円筒形の構造からなり, 複数の異なる機能を持ったサブ検出器がビーム衝突点を取り囲むように玉ねぎ状に配置されている。内側から以下の通りである:
- 内部飛跡検出器: ビームの衝突点に一番近い検出器群で, 荷電粒子が検出器を通過した飛跡を記録する。最内層はシリコン半導体でできたピクセルやストリップからなる検出器 ("Pixel Detector"/" Semiconductor Tracker (SCT)") で, バイアス電圧をかけた半導体に荷電粒子が通過した際に生じる電子なだれの信号から粒子の通過位置を精密に測定する. 外層はXe(Ar)/CO2の混合ガスを含んだチューブによって敷き詰められたドリフトチェンバーで ("Transition Radiation Tracker (TRT)") 通過粒子と電離ガスとの反応で生じる電子なだれの信号として読み出し、チューブの位置と時間情報から粒子の飛跡を再構成する。またチューブの境界で発生する遷移放射 (TR) も用いることによって粒子種の同定 (主に電子とパイオン) も行なっている。これはCMS検出器にはないユニークな機能である。
- 超伝導ソレノイド磁石: 飛跡検出器内に2Tの磁場を供給している。中を飛ぶ荷電粒子を曲げることで、その曲率から粒子運動量が測定される。
- 電磁カロリーメーター: 液体アルゴンと銅のサンドイッチカロリメーター。入射してくる光子・電子・荷電ハドロンは電磁シャワーを発生させてエネルギーを落とす。そのシャワーのエネルギーから元々の粒子のエネルギーを測定する。動径方向に3層になっており、最内層は電磁シャワーの角度分解のためφ方向にセルが細かく分かれていており、後ろの2層はエネルギー測定と粒子同定のためのシャワープロファイル情報を得るための構造に最適化されている。
- ハドロンカロリ-メーター: 鉄とプラスチックシンチレーターのサンドイッチカロリメーター。電磁カロリメーターを貫通してくるハドロンはハドロンシャワーここで発生させる。その落としたエネルギーから元々の粒子のエネルギーを測定する。電磁カロリメーターとともにトリガーを発行する機能も担っている。
- ミューオン検出器: ミューオンは上記のカロリーメーターを全て貫通するため一番外側に検出器を置くことで検出できる。4種類のガスチェンバー (CSC, MDT, RPC, TGC) からなり、電離ガスからの電子なだれを信号としてミューオンの通過位置を測定している。またトロイダル磁石も間に挟まっていて4T前後の磁場をミューオン検出器内に供給している。これによってミューオン検出器単体での運動量測定が可能となっており、読み出しに時間のかかる内部飛跡検出器に頼らずに高速トリガーを発行できるようになっている。

ニュートリノや電気的に中性な新物理粒子はほぼ相互作用をせずに検出器の外に抜けていくが、これらは横方向の運動量保存から間接的に存在および横運動量の総和を知ることができる（検出器で見えた粒子と未検出粒子の運動量の横方向の総和は等しいため。ビーム軸方向では陽子の構成要素同士が衝突するため運動量保存が成立しない。）
またこれら以外にも検出器の上流・下流に衝突の「輝度」を測定するための検出器が2種類 (LUCID, ALFA) 設置されている。
飛跡検出器はLHC Run3終了後 (2022年予定) に、LHC高輝度運転に向けてより放射線耐性の高いシリコン検出器への総取り替えが予定されている。

### トリガー
25nsおきに (40MHz) ~1010個の陽子の束が衝突点で衝突する一方で, データの読み出しの帯域幅からくる制限はおよそ1kHzであり (1衝突イベントあたり1MB) はるかにシビアである。これはHERAやTevatronでの実験と同じくハドロンコライダーの宿命であり、このため興味のある衝突事象だけを高速で選別して読み出す高度なトリガーシステムが実装されている。
基本的にはハードウェアベースの初段 ("Level-1", L1) とソフトウェアベースの後段 ("High-level Trigger", HLT)で構成されている。
L1では粒子の信号を検出したのち, 検出器上に搭載したFPGAで局所的な情報だけを用いて高速判定を行うことで100kHzほどにレートを抑えてる。 L1では時間分解能に優れた検出器の情報が用いられ、カロリメーターとミューオン検出器によってトリガーが発行される。
HLTでは読み出された全検出器情報をより時間をかけてより精度よく粒子を再構成・測定してさらに選別を行う。HLTに使用する計算機群は地下の検出器付近の付属階に設置されており、2018年以降の運転では40000CPUほどの商用計算機でCPU×事象あたり1秒ほどの計算時間でデータを捌いている。

### データ解析
トリガーを通過した事象はCERNのコンピュータークラスタ ("Tier-0") にてさらに高度な粒子再構成アルゴリズムを通じて処理された後, LHCのグリッド・コンピューティングの枠組みを通して参加国の地域解析センターに分散され, 物理解析に使用されている。データ量は年間1PBを超え、古いデータはハードディスクから磁気テープに移植・保管される (テープを読み出すときはテープ出しロボットがシャカシャカ動く)。

## 主要な成果
CMSでも精度や細部において違いはあるものの概ね同じ結果が得られており、結果の再現性が確認されている。
標準模型の精密測定・検証
W/Z生成事象、トップクォーク対生成事象などの主要なプロセスから、複数の電弱ボソンおよびトップクォークの生成事象といったレアプロセスまで幅広いチャンネルの生成断面積を測定し理論計算との比較を行なっている。また主要過程においてはスペクトラム測定 (運動量、ジェット数など) も幅広く行なっている。TeVスケールに到るまで標準模型が非常にリーズナブルに現象を記述できていることを確認しており、さらにこれらの結果を理論家にフィードバックすることによって計算の改善・標準模型の理論不定性の縮小にも貢献している。一方でLEPやTevatronなどで観測された2σ前後のanomalyの追証も行っており、例えばLEPで示唆されたW→µνとW→τνの崩壊分岐比のずれは、2020年にトップクォークの崩壊を用いた測定により否定された。
ヒッグス粒子の発見と測定
1950年代のヒッグス機構の提唱や、その後のゲージ理論の繰り込み可能性の研究の発展により存在が確実視されて以降も、やや運の悪い質量領域にいたためにLEPやTevatronの探索をギリギリでかいくぐってきたヒッグス粒子をCMSとともに発見した。2012年7月の段階で候補となる新粒子の発見が発表され、その後質量・スピン・パリティーなどの量子数や崩壊分岐比の測定結果から標準模型のヒッグス粒子であることがCMSとの結果と合わせて2013年3月に結論づけられた。発見当初は光子対への崩壊過程とW/Zボソン対へ崩壊過程のみ確認されていたが、2014年にタウレプトン対、2018年にボトムクォーク対への崩壊も発見され、また同2018年にttH生成過程も発見されトップクォークとの結合も確認されている。 一方でヒッグスの性質の測定も引き続き行われており、特に崩壊分岐比と微分断面積測定が精力的にやられている。今の所全ての測定結果が標準模型の予言と無矛盾である。
新物理への制限
TeVスケールに新物理を予言するモデルが多数ある中、LHCの陽子陽子衝突はそれらを直接プローブする数少ない (ほとんどの場合唯一の) 実験であり、ATLASでも幅広い新物理・新粒子をカバーした探索プログラムを持っている。これまで現在のところ標準模型の予測から大幅に逸脱するデータのパターンは観測されておらず、標準模型の驚異的な正しさを確認するに止まっているが、同時に代表的な新物理模型・理論に強力な制限をつけている。例えば超対称性理論の強い動機の一つである階層性問題解決のための軽いスカラートップは典型的なシナリオにおいて1TeVまで棄却されている。 また同様の理由で支持される軽いヒッグシーノもRun2の2015-16年のデータを用いた結果でLEP以来となる制限を更新した。他にもW'/Z'といった拡張された標準理論から生じる重いゲージボゾン, 右巻きニュートリノ, vector-like quarkやheavy vector tripletなどの重いエキゾチックフェルミオンの探索や, 一般的な重い共鳴状態の探索, 典型的なダークマター模型が予測する粒子 (DMやmediatorなど) の探索が行われており, 理論模型に対してCMSとともに最も強い制限を与えている。
重イオン衝突における光子散乱過程の確認
荷電粒子同士の電磁気力を通じた「かすり散乱」は実効的に光子対の衝突として扱うことができる。その断面積は荷電粒子の陽子数の2乗に比例するため、重イオン衝突におけるかすり散乱 (ultra-peripheral collision: UPC) によって光子対衝突を効率よく発生させることができる。光子・光子散乱過程は標準模型では電磁ゲージ対称性によるループ内の寄与の相殺により発生確率が著しく抑制されていることで知られているが、この重イオンUPCによって2019年にATLASにおいて初めて観測が確認された。これは量子電磁気学の精密検証の重要なマイルストーンである。

## その他のLHCの実験
- ALICE検出器：重イオン衝突に特化した検出器。低エネルギーQCD、クォーク・グルーオンプラズマに関する物理に焦点を当てた実験。
- CMS検出器：ATLASと対をなすLHCの汎用検出器・実験。互いの結果を相補・追証する役割を担っている。
- LHCb検出器：LHCのBファクトリー検出器・実験。ビーム前方のみに設置されている。
- TOTEM：全弾性解析断面積計測装置。陽子ビームの高精度測定を行う。CMSのまわりのビームパイプに設置されている。
- LHCf：陽子陽子衝突で発生する超前方中性子の測定実験。宇宙線のシャワーモデルの検証などを目的としている。ATLASの衝突点から150ｍ前方, 2本のビームパイプの間に設置されている。